# Макимото, Цугио
Цугио Макимото (англ. Tsugio Makimoto) — японский исследователь технологий полупроводникового производства, автор явления, получившего название «волны Макимото», заслуженный деятель IT-сферы Японии. 

## Биография

### Карьера
Цугио Макимото - один из первопроходцев в сфере полупроводниковых технологий.
С 1959 года он работал в корпорации Hitachi Ltd.  Там он занимал различные руководящие должности, в том числе в течение продолжительного времени был на посту исполнительного директора, также старшего исполнительного директора и главного технолога компании с 1998 года.  В 2000 году Цугио Макимото уже служил в качестве старшего вице-президента компании Sony. С 2001 года по 2005 год он работал в качестве корпоративного советника и директора по технологиям в Sony Corporation и отвечал за современные технологии полупроводникового производства. За плечами Цугио Макимото 50-летний опыт работы в сфере полупроводниковой промышленности. Помимо работы в компании Sony в течение нескольких лет Макимото занимал пост старшего советника в компании Taiyo Nippon Sanso Corp.
С декабря 2008 года он был в числе членов технической консультативной группы корпорации Inphi Corporation.Также в его послужном списке значится позиция члена Консультативного совета компании Nantero, Inc. Цугио Макимото служил в качестве члена Международного Консультативного совета Национального научно-технического совета Сингапура с 1999 по 2000 год, с 2003 по 2005 год был председателем Японского института электроники,
с 2003 по 2006 год — член экспертного совета промышленности (UC/Berkeley (EE/CS)).
Цугио Макимото является председателем PDF Solutions KK, также он является председателем Общества заслуженных работников полупроводниковой промышленности (Society of Semiconductor Industry Seniors) и президентом Союза специалистов полупроводниковой промышленности.
В 2003 году был удостоен премии от компании Semico Research (the Bellwether Award) за выдающийся вклад в развитие полупроводниковой промышленности.
В 2013 году стал лауреатом международной премии Global IT Award в республике Армения за его вклад в развитие сферы IT-технологий.
После ухода из Sony и до настоящего времени он управляет своей собственной консалтинговой компанией Technovision и преподает в университете Тойо в Токио.

### Образование
Образование Макимото получал разных университетах: степень бакалавра по направлению прикладная физика — в Токийском университете в 1959, дальнейшее образование получал в Стэнфордском университете, который окончил в 1966 году, и степень доктора получил вновь в Университете Токио в 1971 году.

## Волны Макимото
Закон, получивший название «Волны Макимото», является результатом многолетнего развития сферы полупроводников. Цугио Макимото всю жизнь посвятил работе с полупроводниками, их исследованию и практическому применению. В начале своей карьеры он обратил внимание на то, что в этой индустрии имеются до некоторой степени предсказуемые волны от инноваций к стандартизации, позволяющей совершенствовать производство, сдерживать рост затрат и улучшать позиции на рынке, а затем к специализации, которая дает возможность улучшить реализацию, повысить производительность и обеспечить эффективность энергопотребления.
В статье «Следствия волны Макимото» (Implications of Makimoto’s Wave) сам автор описывает свой опыт многолетних исследований и разработок в области полупроводников, а также использует свой закон для анализа того, как изменения в полупроводниковой технологии привели к компьютерной революции.

## Книги
- Living with the Chip;
- Digital Nomad